# Sisamnes
Sisamnes (Persa antic: Čiçamanah), segons Heròdot, va ser un jutge corrupte durant el mandat de Cambises II de Pèrsia. Va acceptar un suborn i va fer un veredicte injust. Com a resultat, el rei el va arrestar i el va li va tenir arrestat i el va escorxar viu. La seva pell es va utilitzar per cobrir el seient on va seure el seu fill durant el judici.
Va ser objecte de dues pintures de Gerard David, "L'arrest de Sisamnes" i "Escorxament de Sisamnes", totes dues realitzades el 1498. Juntament conformen el díptic El judici de Cambises, que va rebre l'encàrrec de penjar-lo a la sala dels regidors de l'Ajuntament de Bruges. Les imatges històriques del judici s’utilitzaven habitualment per decorar les cambres de justícia a l’Europa del segle XV. Sisamnes també és objecte de dues pintures més, una de Dirk Vellert i l’altra de Peter Paul Rubens.
Sisamnes va tenir un fill va anomenar Otanes que el va reemplaçar com a jutge, i més tard esdevenia una Sàtrapa en Jònia.

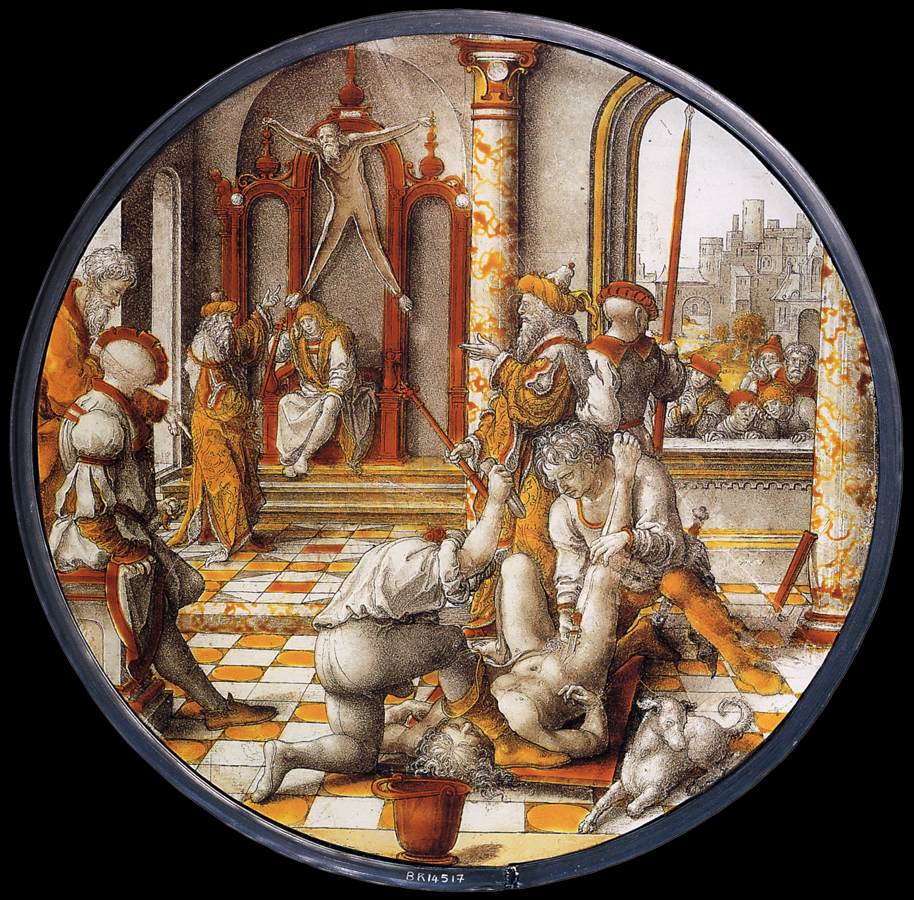
El judici de Cambises. Vitralls de Dirk Vellert
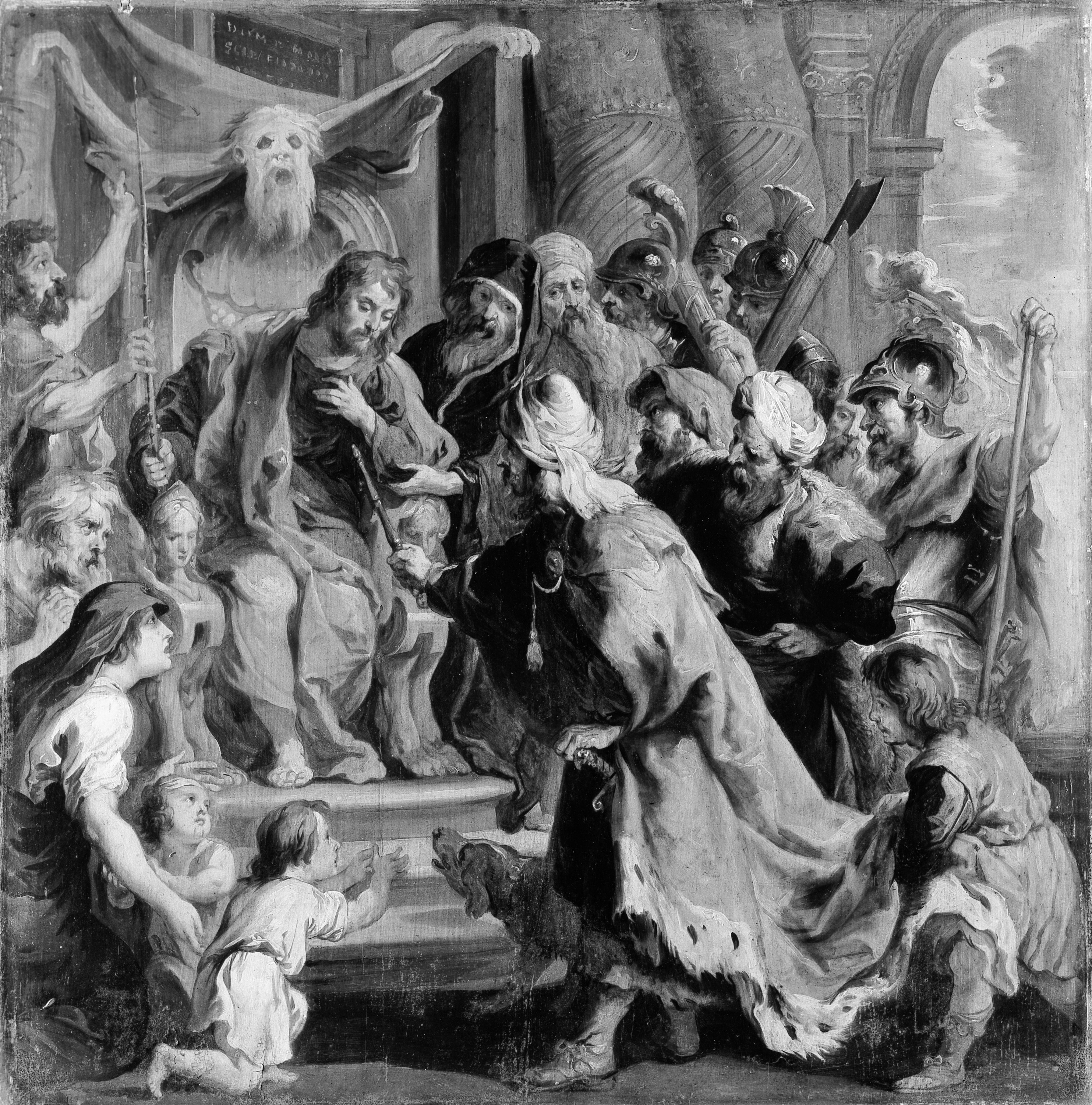
Cambises II de Pèrsia va nomenar Otanes com a jutge en substitució del seu pare Sisamnes, segons un quadre de Peter Paul Rubens. La pell de lseu pare apareix al seient d'Otanes.
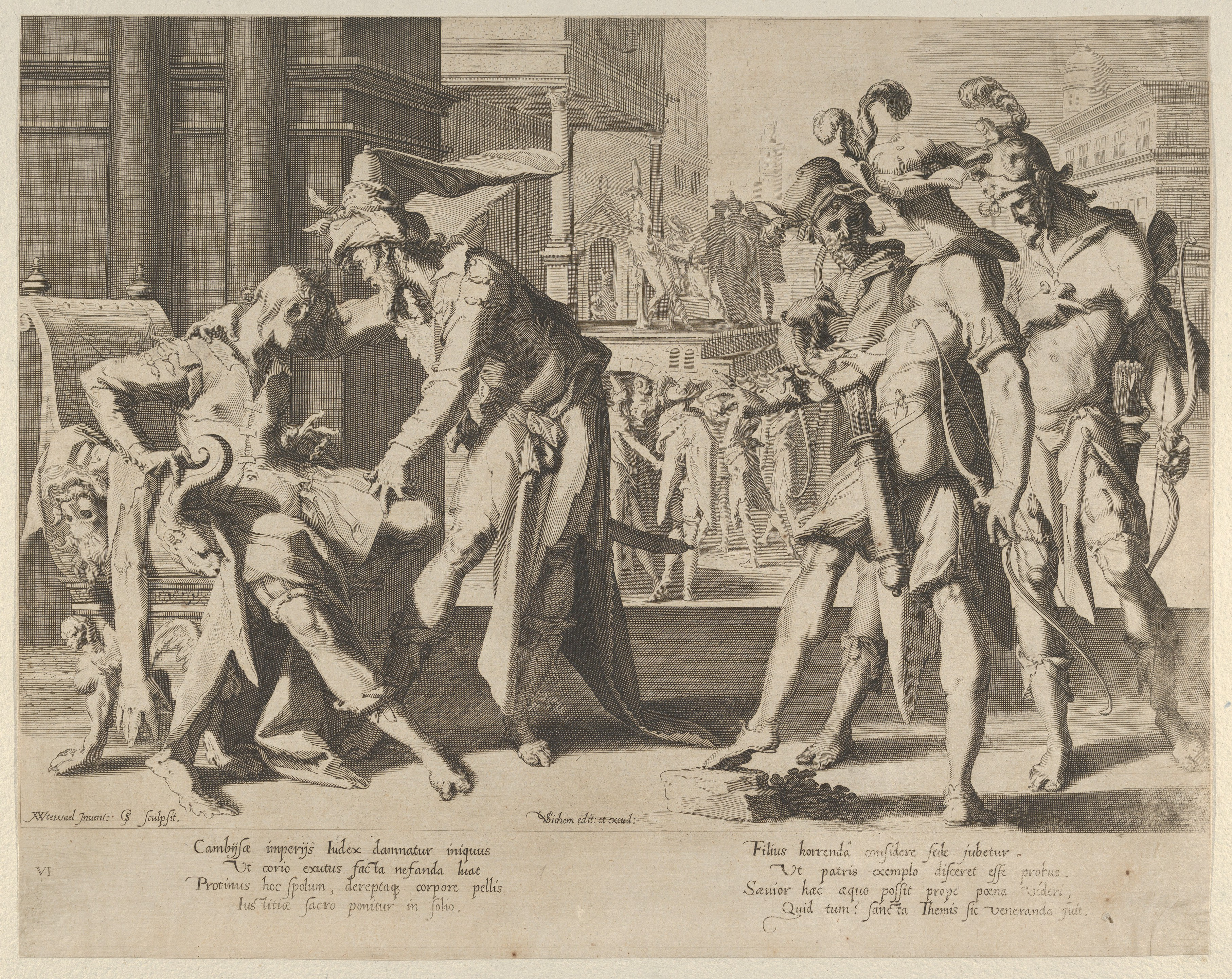
Otanes assegut a la cadira del jutge, sobre la pell del seu pare, després que l'escorxessin.